# Giải vô địch bóng đá trẻ châu Á 1998
Giải vô địch bóng đá trẻ châu Á 1998 diễn ra tại Chiang Mai, Thái Lan. Hàn Quốc vô địch giải đấu lần thứ 9 sau khi đánh bại Nhật Bản ở trận chung kết.

## Các đội tham dự
| - Thái Lan (chủ nhà) - Trung Quốc - Ấn Độ - Iraq - Nhật Bản | - Kazakhstan - Kuwait - Qatar - Ả Rập Xê Út - Hàn Quốc |

Các đội vào đến bán kết tham dự Giải vô địch bóng đá trẻ thế giới 1999 tại Nigeria.

## Vòng bảng

### Bảng A
| Đội         | ST | T | H | B | BT | BB | HS | Đ  |
| ----------- | -- | - | - | - | -- | -- | -- | -- |
| Ả Rập Xê Út | 4  | 3 | 1 | 0 | 5  | 1  | +4 | 10 |
| Kazakhstan  | 4  | 2 | 1 | 1 | 7  | 5  | +2 | 7  |
| Thái Lan    | 4  | 1 | 3 | 0 | 6  | 2  | +4 | 6  |
| Kuwait      | 4  | 0 | 2 | 2 | 2  | 5  | −3 | 2  |
| Ấn Độ       | 4  | 0 | 1 | 3 | 3  | 10 | −7 | 1  |

| 17 tháng 10 năm 1998 |       |             |
| Thái Lan             | 0 – 0 | Ả Rập Xê Út |
| Kazakhstan           | 3 – 2 | Ấn Độ       |
| 19 tháng 10 năm 1998 |       |             |
| Thái Lan             | 4 – 0 | Ấn Độ       |
| Kuwait               | 0 – 1 | Ả Rập Xê Út |
| 21 tháng 10 năm 1998 |       |             |
| Kuwait               | 0 – 2 | Kazakhstan  |
| Ả Rập Xê Út          | 2 – 0 | Ấn Độ       |
| 23 tháng 10 năm 1998 |       |             |
| Ấn Độ                | 1 – 1 | Kuwait      |
| Thái Lan             | 1 – 1 | Kazakhstan  |
| 25 tháng 10 năm 1998 |       |             |
| Ả Rập Xê Út          | 2 – 1 | Kazakhstan  |
| Thái Lan             | 1 – 1 | Kuwait      |

### Bảng B
| Đội        | ST | T | H | B | BT | BB | HS | Đ  |
| ---------- | -- | - | - | - | -- | -- | -- | -- |
| Hàn Quốc   | 4  | 3 | 1 | 0 | 8  | 3  | +5 | 10 |
| Nhật Bản   | 4  | 2 | 1 | 1 | 13 | 6  | +7 | 7  |
| Trung Quốc | 4  | 1 | 1 | 2 | 7  | 8  | −1 | 4  |
| Qatar      | 4  | 1 | 1 | 2 | 2  | 6  | −4 | 4  |
| Iraq       | 4  | 1 | 0 | 3 | 6  | 13 | −7 | 3  |

| 18 tháng 10 năm 1998 |       |            |
| Hàn Quốc             | 3 – 2 | Trung Quốc |
| Qatar                | 2 – 1 | Iraq       |
| 20 tháng 10 năm 1998 |       |            |
| Qatar                | 0 – 0 | Hàn Quốc   |
| Nhật Bản             | 2 – 2 | Trung Quốc |
| 22 tháng 10 năm 1998 |       |            |
| Nhật Bản             | 6 – 2 | Iraq       |
| Trung Quốc           | 1 – 0 | Qatar      |
| 24 tháng 10 năm 1998 |       |            |
| Qatar                | 0 – 4 | Nhật Bản   |
| Iraq                 | 0 – 3 | Hàn Quốc   |
| 26 tháng 10 năm 1998 |       |            |
| Trung Quốc           | 2 – 3 | Iraq       |
| Hàn Quốc             | 2 – 1 | Nhật Bản   |

## Vòng loại trực tiếp
|  | Bán kết        | Bán kết  |               |       | Chung kết | Chung kết |
|  |                |          |               |       |           |           |
|  | 29 tháng 10    |          |               |       |           |           |
|  |                |          |               |       |           |           |
|  | Ả Rập Xê Út    | 2        |               |       |           |           |
|  | Ả Rập Xê Út    | 2        | 31 tháng 10   |       |           |           |
|  | Nhật Bản       | 4        |               |       |           |           |
|  | Nhật Bản       | 4        | Nhật Bản      | 1     |           |           |
|  | 29 tháng 10    |          | Nhật Bản      | 1     |           |           |
|  |                | Hàn Quốc | 2             |       |           |           |
|  | Hàn Quốc (pen) | Hàn Quốc | 2             | 2 (4) |           |           |
|  | Hàn Quốc (pen) |          |               | 2 (4) |           |           |
|  | Kazakhstan     | 2 (3)    |               |       |           |           |
|  | Kazakhstan     | 2 (3)    | Tranh hạng ba |       |           |           |
|  |                |          |               |       |           |           |
|  | 31 tháng 10    |          |               |       |           |           |
|  |                |          |               |       |           |           |
|  | Ả Rập Xê Út    | 3        |               |       |           |           |
|  | Ả Rập Xê Út    | 3        |               |       |           |           |
|  | Kazakhstan     | 1        |               |       |           |           |

### Bán kết
| Ả Rập Xê Út | 2 – 4 | Nhật Bản |
| ----------- | ----- | -------- |
|             |       |          |

| Hàn Quốc | 2 – 2 (4 PK 3) | Kazakhstan |
| -------- | -------------- | ---------- |
|          |                |            |

### Tranh hạng ba
| Ả Rập Xê Út | 3 – 1 | Kazakhstan |
| ----------- | ----- | ---------- |
|             |       |            |

### Chung kết
| Nhật Bản | 1 – 2 | Hàn Quốc |
| -------- | ----- | -------- |
|          |       |          |

## Vô địch
| Giải vô địch bóng đá trẻ châu Á 1998 |
| ------------------------------------ |
| · Hàn Quốc · Lần thứ 9               |

## Tham dự Giải vô địch bóng đá trẻ thế giới
Các đội sau đây tham dự Giải vô địch bóng đá trẻ thế giới 1999.
- Hàn Quốc
- Nhật Bản
- Ả Rập Xê Út
- Kazakhstan